# Will Stevens
Will Stevens (Rochford, Essex, Engleska, 28. lipnja 1991. ) je britanski vozač automobilističkih utrka. U Formuli 1 je nastupao dvije sezone, a najbolji rezultat mu je 13. mjesto na Velikoj nagradi Velike Britanije 2015. na Silverstoneu. Godine 2017. zajedno s Robertom Smithom i Driesom Vanthoorom, bio je najbolji u svojoj LMGTE Am klasi na utrci 24 sata Le Mansa za momčad JMW Motorsport u Ferrari 488 GTE bolidu.

## Vanjske poveznice
- Will Stevens - Stats F1
- Will Stevens - Driver Database